# Dietrich Stobbe

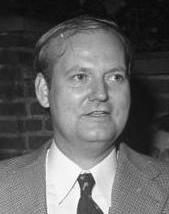
Dietrich Stobbe (1974)

Dietrich Stobbe (* 25. März 1938 in Weepers, Ostpreußen; † 19. Februar 2011 in Berlin) war ein deutscher Politiker der SPD. Der Politikwissenschaftler war von 1977 bis 1981 Regierender Bürgermeister von Berlin.

## Ausbildung und Beruf
Nach dem Abitur 1958 am Athenaeum in Stade begann Stobbe ein Studium der Politikwissenschaft an der Deutschen Hochschule für Politik und an der Freien Universität Berlin, welches er 1962 als Diplom-Politologe abschloss. Es folgte eine Tätigkeit als Verwaltungsangestellter. Nach dem Rückzug aus der Politik trat er 1991 in leitender Funktion in das amerikanische Beratungsunternehmen Arthur D. Little ein. Ab 1997 gründete er die Berliner Beratungsdienste BBD, später umbenannt in SNPC (Stobbe Nymoen und Partner) und war Gesellschafter der Management- und Technologieberatung quattron management consulting.
Stobbe war verheiratet und hatte aus erster Ehe zwei Söhne.

## Partei
Von 1960 bis zu seinem Tod war Stobbe Mitglied der Sozialdemokratischen Partei Deutschlands. Von 1962 bis 1963 war er Sekretär der SPD in Berlin-Charlottenburg. In den Jahren von 1979 bis 1981 war er SPD-Landesvorsitzender in West-Berlin. Von 1977 bis 1982 gehörte er dem Bundesvorstand der SPD an.

## Öffentliche Ämter und Mandate

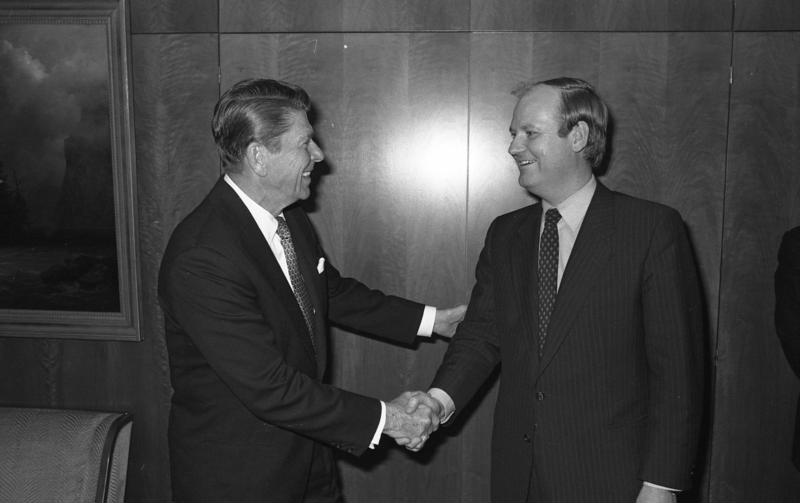
Stobbe (rechts) mit Ronald Reagan, 1978

Von 1963 bis 1966 war Stobbe Persönlicher Referent des Senators für Jugend und Sport, Kurt Neubauer (SPD). 1967 wurde er zum Mitglied des Berliner Abgeordnetenhauses gewählt. Drei Monate später war Stobbe Parlamentarischer Geschäftsführer der SPD-Fraktion und ab dem Jahr 1970 deren stellvertretender Vorsitzender.
1973 wurde er als Senator für Bundesangelegenheiten und Bevollmächtigter des Landes Berlin beim Bund in den Senat des Regierenden Bürgermeisters Klaus Schütz berufen. Am 2. Mai 1977 wurde er dessen Nachfolger im Amt des Regierenden Bürgermeisters von Berlin, nachdem er sich parteiintern gegen Hans-Jürgen Wischnewski und Harry Ristock durchgesetzt hatte. Als Regierender Bürgermeister war er auch vom 1. November 1978 bis zum 31. Oktober 1979 Präsident des Bundesrates. Von 1977 bis 1978 war er zudem Bevollmächtigter der Bundesrepublik Deutschland für kulturelle Angelegenheiten im Rahmen des Vertrags über die deutsch-französische Zusammenarbeit.
Unter Stobbe wurde die von Ernst Reuter begründete Berliner Hörfunkreihe Wo uns der Schuh drückt eingestellt.
Bei den Wahlen in Berlin im Jahre 1979 konnte sich die sozialliberale Regierung unter Stobbes Führung gegenüber der CDU unter Richard von Weizsäcker behaupten.
Durch die Garski-Affäre endete die Ära Stobbe nach nur vier Jahren. Der Bauunternehmer Dietrich Garski konnte eine Landesbürgschaft über mehr als 100 Millionen D-Mark für Projekte in Saudi-Arabien wegen Zahlungsunfähigkeit Ende 1980 nicht zurückzahlen und tauchte unter. Am 15. Januar 1981 trat Stobbe vom Amt des Bürgermeisters zurück und mit ihm der gesamte Senat.
Da eine Nachwahl von Senatoren an der fehlenden Geschlossenheit der Koalition aus SPD und FDP im Januar 1981 im Abgeordnetenhaus scheiterte, kündigte sein Nachfolger Hans-Jochen Vogel an, schnellstmöglich Neuwahlen zu ermöglichen. Die Wahlen zum Abgeordnetenhaus am 10. Mai 1981 gewann die CDU unter Richard von Weizsäcker; erstmals seit dem kurzlebigen Senat von Walther Schreiber 1953/55 musste die SPD die Regierungsverantwortung abgeben. Mit dem Ende der Legislaturperiode schied Stobbe 1981 auch aus dem Abgeordnetenhaus aus.
1983 wurde er als Berliner Abgeordneter Mitglied des Bundestages und war dort Mitglied des Auswärtigen Ausschusses. Dem ersten gesamtdeutschen Bundestag 1990 gehörte er nicht mehr an.

## Tod und Grabstätte

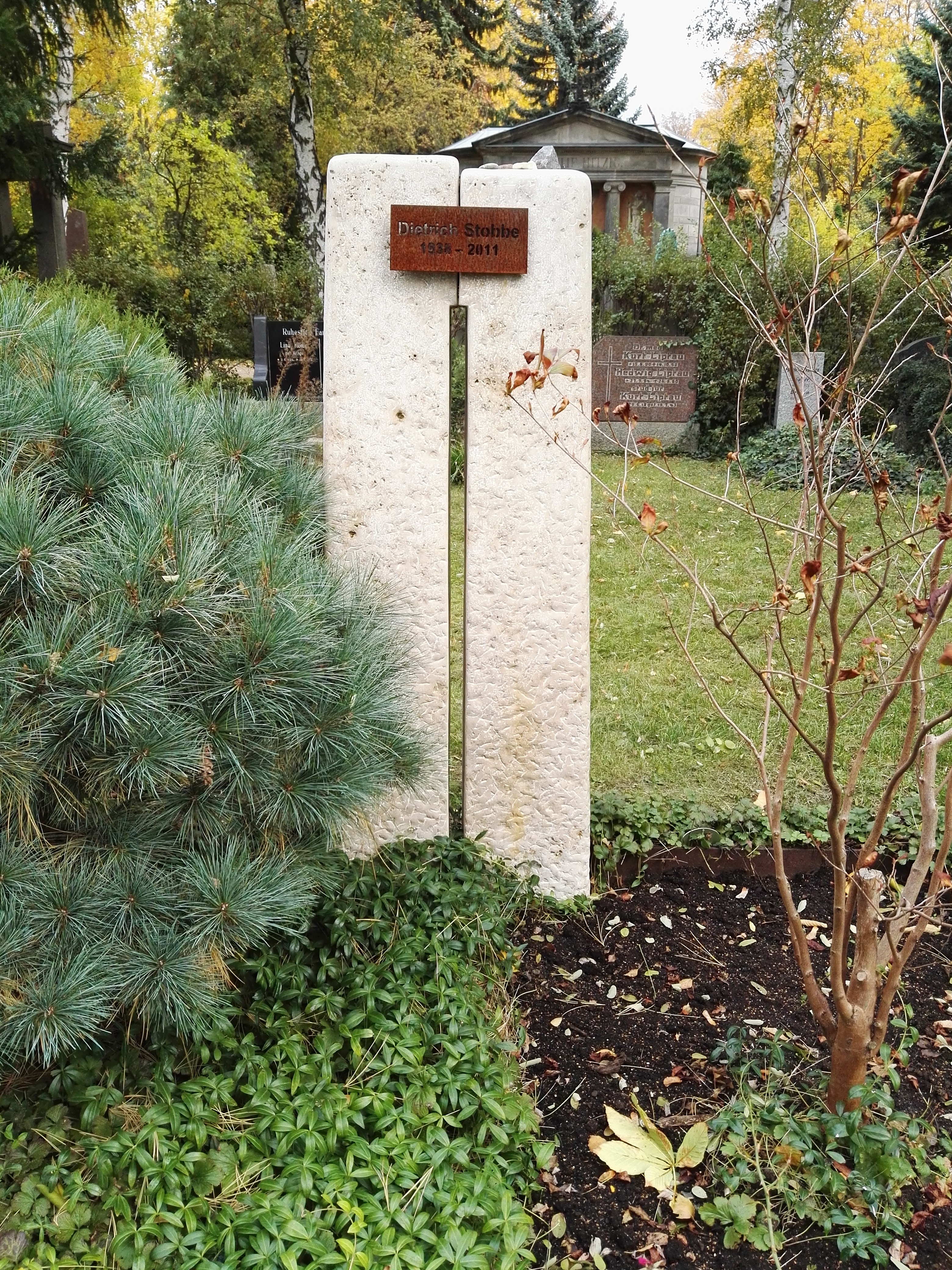
Grabstätte

Dietrich Stobbe starb nach schwerer Krankheit am Morgen des 19. Februar 2011 im Alter von 72 Jahren. Die Trauerfeier, an der alle noch lebenden Regierenden Bürgermeister Berlins teilnahmen, fand am 9. März 2011 in der Französischen Friedrichstadtkirche am Gendarmenmarkt statt. Anschließend erfolgte im engsten Familienkreis die Beisetzung auf dem Friedhof der Dorotheenstädtischen und Friedrichswerderschen Gemeinden in Berlin-Mitte.
Auf Beschluss des Berliner Senats ist die letzte Ruhestätte von Dietrich Stobbe (Grablage: Abt. CG/4-Nr. 5 und 6) seit August 2021 als Ehrengrab des Landes Berlin gewidmet. Diese Widmung gilt zunächst für die übliche Frist von zwanzig Jahren, kann anschließend aber verlängert werden.

## Senat
Senat Stobbe I – Senat Stobbe II